# Kolej linowo-terenowa w Baku
Kolej linowo-terenowa w Baku (azer. Bakı funikulyoru) – linia kolei linowo-terenowej w Baku, stolicy Azerbejdżanu.

## Historia
Kolej linowo-terenowa w Baku została otwarta 5 maja 1960 roku, z okazji 40. rocznicy włączenia Azerbejdżanu do Związku Radzieckiego. Wagony obsługujące ją zostały wyprodukowane w Charkowie. Kolej poruszała się z maksymalną prędkością 2,5 m/s, a całą, 455-metrową trasę, pokonywała w około 4 minuty. Otwarcie spotkało się z pozytywną reakcją w mieście i w całym Związku Radzieckim; kolej stała się nie tylko środkiem transportu, ale i atrakcją turystyczną. Jednak początkowe zafascynowanie tym środkiem transportu niebawem opadło, a – według różnych źródeł – na początku lat 90. lub pod koniec lat 80. XX wieku linię zamknięto.
Po kilku latach kolej przeszła generalny remont, a 31 grudnia 2001 roku linia ponownie została otwarta. Wydarzenie to pozostało jednak niemal niezauważone, a z pewnością nie przywróciło temu środkowi transportu świetności z pierwszych lat funkcjonowania. Linię obsługiwały wciąż te same, ponadczterdziestoletnie wagony, dolna stacja była zalewana, a cały system był regularnie zamykany w celu przeprowadzenia na nim napraw i remontów. Choć na prace te przekazywano duże sumy pieniędzy, mieszkańcy nie zauważali poprawy. Oprócz dużej naprawy w latach 2007–2008, kolej była remontowana co roku.
W 2010 roku kolejka była w bardzo złym stanie – wysłużone wagony były powgniatane, siedzenia w nich – stare i podarte; na dolnej stacji gromadziła się woda, elewacja na budynkach stacji była zniszczona, kasy nie działały (opłatę uiszczało się u obsługi).
Sytuacja zmieniła się w 2011 roku. 4 sierpnia, podczas jednej z corocznych napraw, zdjęto z torowiska stare wagony i przewieziono je na parking. Biuro kolejki linowej poinformowało, że cała linia ma być wymieniona i odbudowana zgodnie z międzynarodowymi standardami. Trwający 9 miesięcy remont, przeprowadzony przez szwajcarską firmę Qaravelta, zakończył się w maju 2012 roku. 23 maja wyremontowana kolej została oficjalnie otwarta przez prezydenta İlhama Əliyeva. Halę górną i dolną kolejki całkowicie wymieniono, tak samo stare szyny; zakupione zostały również nowe wagony. Do 29 maja kolejka przewoziła pasażerów bezpłatnie, potem cenę ustalono na 1 manat (nieco ponad 2 złotych) – pięciokrotnie więcej niż przed remontem.

## Charakterystyka
Kolej funkcjonuje codziennie od godziny 10:00 do 22:00. Nowe dwa wagony mogą pomieścić po 40 pasażerów, w tym 28 na miejscach siedzących. 455-metrową trasę między dwoma stacjami – dolną „Bəhram gur” a górną „Şəhidlər Xiyabanı” – kolejka wciąż pokonuje w czasie około 4 minut. Kolej jest jednotorowa, z mijanką na środku (zasadę działania tego typu kolei opisano w sekcji „Funikulary” artykułu o kolei linowo-terenowej).